# Waffelherzen
Waffelherzen (norwegisch: „Vaffelhjarte“) ist eine Kinderfernsehserie des norwegischen staatlichen Fernsehsenders Norsk rikskringkasting (NRK) und wurde 2011 zuerst bei NRK Super ausgestrahlt. Die Serie basiert auf dem gleichnamigen Kinderbuch der Autorin Maria Parr und die Regie dazu führte Atle Knudsen.
Der größte Teil der Serie spielt in dem fiktiven Ort Knert-Mathilde. Als Drehort wurde vom NRK die westnorwegische Insel Runde und die südliche Küstenregion Sunnmøre im norwegischen Fylke Møre og Romsdal gewählt.

## Die Handlung
In dem Dorf Knert-Mathilde in Sunnmøre wohnen die beiden neunjährigen Kinder Trille und Lena. Sie sind die einzigen Kinder in diesem Alter, die hier draußen am Meer leben. Sie sind Nachbarn, aber Trille möchte gern Lenas bester Freund sein. Lena meint, das geht nicht, weil sie vielleicht bald wegziehen wird und beste Freunde am gleichen Ort leben müssen, oder? Sie verbringen viel Zeit zusammen, spielen Fußball und Straßenmusikanten, machen zusammen Unfug und haben gemeinsame Geheimnisse. Das wichtigste aber ist, Lena und Trille wissen, wie Tante-Oma Waffelherzen macht.

## Auszeichnung
Vaffelhjarte gewann 2012 den Gullruten-Preis in der Kategorie "Bestes Kinder- und Jugendprogramm" und auf der Plattform Barnevakten.no wurde sie als "das beste diesjährige Familienprogramm bezeichnet.

## Veröffentlichung
Die Serie wurde Synchronisiert und seit 2014 mehrfach bei KIKA ausgestrahlt.